# Guvernoratul Gaza de Nord
| \| \| Fâșia Gaza Teritoriile palestiniene \| v • d • m \|    |                                     |           |
| Gaza de Nord Gaza GAZA CITY Deir al-Balah Khan Yunis Rafah · |                                     |           |
| Flag of Palestine                                            | Fâșia Gaza Teritoriile palestiniene | v • d • m |

Guvernoratul Gaza de Nord (Arabă: محافظة شمال غزة) este unul dintre cele 16 guvernorate ale Autorității Naționale Palestiniene, aflat în nordul Fâșiei Gaza. Conform Biroului Central de Statistică Palestinian (BCSP), populația districtului era de 270,245 locuitori (7,2% din populația palestiniană) în 2007.

## Localități
- al-Beddawiya
- Beit Hanoun
- Beit Lahia
- Izbat Beit Hanun
- Jabalia